# Schnakenbek
Schnakenbek er en kommune i det nordlige Tyskland, beliggende i Amt Lütau i den sydøstlige del af Kreis Herzogtum Lauenburg. Kreis Herzogtum Lauenburg ligger i delstaten Slesvig-Holsten.

## Geografi
Schnakenbek ligger langs nordbredden af floden Elben, lige vest for Lauenburg. En 300 m bred skovstribe der udgør Naturschutzgebiet Hohes Elbufer, følger Elben gennem kommunen. Bundesstraße 5 fører øst-vest gennem kommunen og forbinder den med storbyområdet Hamborg.